# Всенощное бдение (музыкальное произведение)
Всенощное бдение (также Всенощная) — музыкальное произведение, основанное на богослужении православной церкви, объединявшем вечернюю и утреннюю службы (Всенощное бдение).

## История
Возникшее ещё в Византии в первые века христианства, традиционное Всенощное бдение состояло из молитвословий, предназначенных для чтения и пения. Неизменяемая часть состояла из гимнов и псалмов, изменяемую, приуроченную к определённым праздникам, составляли тропари и стихири. Самые ранние из известных образцов Всенощного бдения принадлежат Иоанну Златоусту, Иоанну Дамаскину, Феодору Студиту. 
На Руси Всенощное бдение было введено в XI веке, для исполнения на протяжении многих веков использовались одноголосные знаменные, демественные и путевые распевы. Право музыкального оформления Всенощного бдения, как и других богослужений, принадлежало исключительно служителям церкви. Постепенно к концу XVI утвердилось многоголосное исполнение, а на рубеже XVII—XVIII веков, в борьбе с католичеством и в стремлении разработать тип пения, отличный от католического, — партесный стиль. Инструментальное сопровождение, как и в других богослужениях, не предусматривалось.

## Известные Всенощные бдения
С XVIII века русские композиторы создавали на тексты Всенощного бдения произведения концертного характера, которые могли исполняться и вне богослужения; таковы «Всенощные бдения» А. Л. Веделя и С. А. Дегтярёва. 
Со второй половины XIX века «Всенощные бдения» нередко принимали форму оригинальных хоровых сочинений или достаточно свободных обработок старинных распевов — знаменного, киевского или греческого. Такие «Всенощные бдения» создали М. М. Ипполитов-Иванов, В.И. Ребиков, А. А. Архангельский, А. Т. Гречанинов и П. Г. Чесноков. 
В 1882 году закончил своё «Всенощное бдение»  Пётр Ильич Чайковский. Исследователи считают, что Чайковскому удалось создать произведение, которое послужило образцом для многих «Всенощных бдений» русских композиторов ХIХ — начала XX века. Все песнопения «Всенощной» Чайковского являются переложениями — гармонизациями традиционных распевов знаменного, киевского и греческого. Лучшими образцами этого жанра также считаются «Всенощное бдение» А. Т. Гречанинова (1912), Сергея Рахманинова (1915), Эйноюхани Раутавары  (1971-72, доп. 1996).  Произведения написаны в свободной манере: подлинные церковные напевы сочетаются в них с оригинальными мелодическими структурами.